# پائولا فوررو
پائولا فوررو (انگلیسی: Paula Forero؛ زادهٔ ۲۵ ژانویهٔ ۱۹۹۲) بازیکن فوتبال اهل کلمبیا است.
وی همچنین در تیم‌های ملی فوتبال تیم ملی فوتبال زنان کلمبیا بازی کرده‌است.